# Глуховской, Корнелий Аркадьевич
Корне́лий Арка́дьевич Глуховско́й (1912, Киев — 1988, Ленинград) — советский инженер-строитель, начальник Главзапстроя (Ленинград), Герой Социалистического Труда (1978), заслуженный строитель РСФСР. Лауреат Сталинской премии.

## Биография
Родился 8 мая 1912 года в Киеве. После окончания Киевского гидромелиоративного института (ныне Национальный университет водного хозяйства и природопользования) работал на строительстве города Комсомольск-на-Амуре (Дальневосточный край) и возведении гидротехнических сооружений в порту города Находка (Приморский край): инженер, прораб, старший прораб, начальник строительного управления, главный инженер строительного треста.
В 1948 году переехал в Ленинград, где занимал должности главного инженера, начальника строительного управления, управляющего строительным трестом № 20, первого заместителя начальника Главленинградстроя при исполкоме Ленинградского городского Совета депутатов трудящихся.

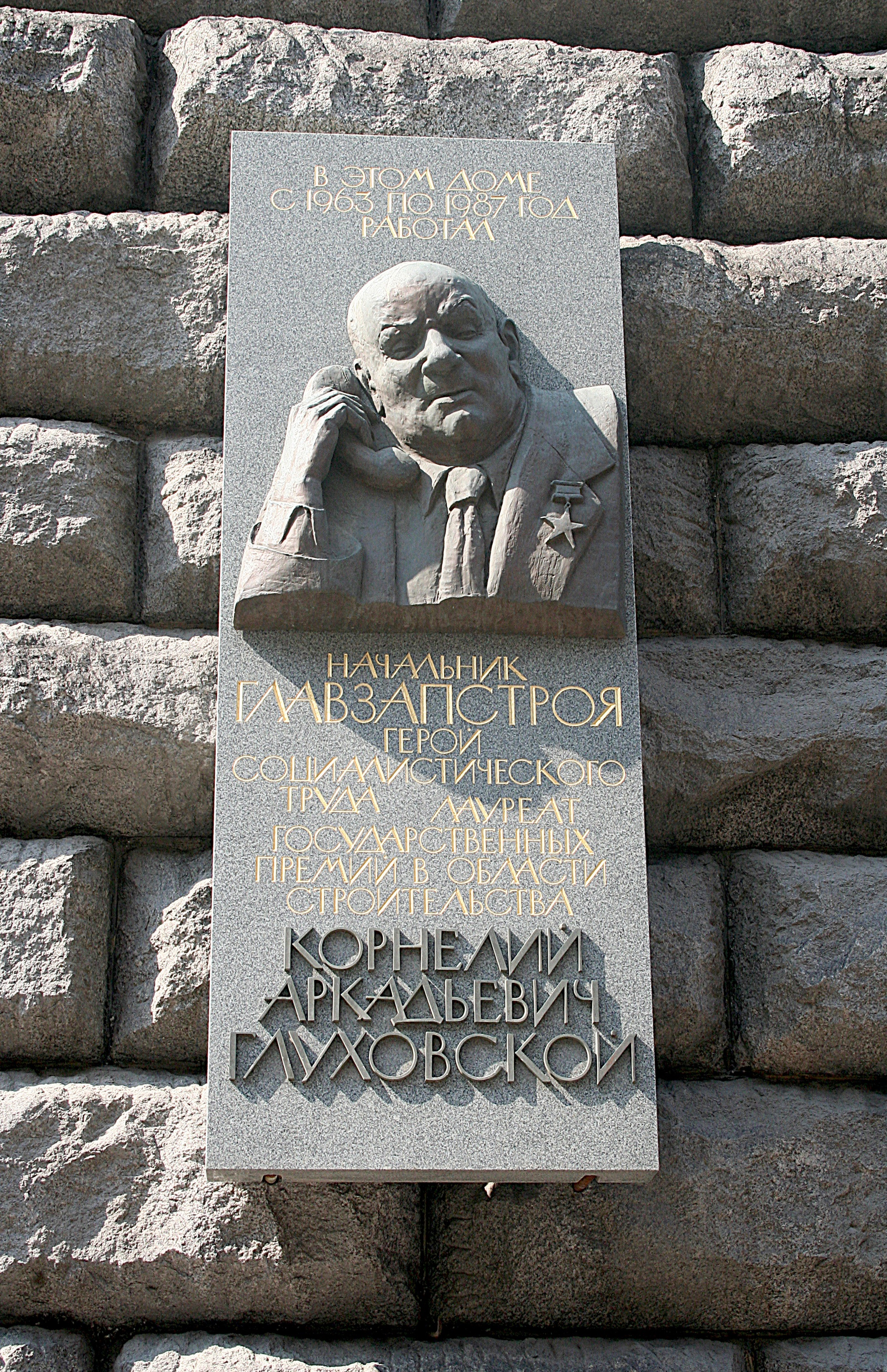
Мемориальная доска

В 1963—1987 годах начальник Главного управления по строительству в Ленинградском и Мурманском экономических районах (Главзапстрой) Министерства строительства РСФСР (1963—1967) — Министерства строительства СССР (1967—1986) — Министерства строительства в северных и западных районах СССР (с 1986 года). Бессменно руководил главным управлением почти четверть века с момента его создания. На этом посту зарекомендовал себя грамотным, инициативным руководителем крупнейшего строительного комплекса Северо-Запада страны, в котором работало 70 тысяч человек. Под его руководством и при его активном участии в Ленинграде и Ленинградской области вступили в строй десятки промышленных и сельскохозяйственных мощностей и объектов, имеющих первостепенное народнохозяйственное значение.
Указом Президиума Верховного Совета СССР от 11 августа 1978 года за большие заслуги в деле развития капитального строительства, за досрочное обеспечение ввода в действие важнейших производственных мощностей и объектов в лёгкой и пищевых отраслях промышленности в Ленинградской области Корнелию Аркадьевичу Глуховскому присвоено звание Героя Социалистического Труда с вручением ему ордена Ленина и золотой медали «Серп и Молот».
В 1963—1967 депутат Верховного Совета РСФСР 6-го созыва от Новгородского сельского избирательного округа № 483. Избирался депутатом Ленинградского областного и городского Советов депутатов. Делегат XXIV съезда КПСС (1971). Кандидат технических наук (1964).
В 1987 году вышел на пенсию. Жил в Ленинграде. Умер 8 октября 1988 года в возрасте 76 лет. Похоронен на Серафимовском кладбище.

Могила Глуховского на Серафимовском кладбище Санкт-Петербурга.

## Награды и премии
- золотая медаль «Серп и Молот» (1978);
- два ордена Ленина;
- орден Октябрьской Революции;
- орден Трудового Красного Знамени (1957);
- орден «Знак Почёта»;
- Сталинская премия третьей степени (1952) — за коренные усовершенствования методов производства в судостроительной промышленности;
- Государственная премия СССР (1967) — за создание сборных железобетонных оболочек индустриального изготовления;
- заслуженный строитель РСФСР.

## Память
17 мая 2006 года в Санкт-Петербурге на доме № 15 по Большой Морской улице, где ранее располагался Главзапстрой, в честь К. А. Глуховского установлена мемориальная доска.